# کیرکمن (آیووا)
کیرکمن (به انگلیسی: Kirkman) شهری در ایالت آیووا کشور ایالات متحده آمریکا است که جمعیت آن در سرشماری سال ۲۰۱۰ میلادی، ۶۴ نفر بوده‌است.